# ناجی شریفی زیندشتی
ناجی شریفی زیندشتی (زاده ۴ شهریور ۱۳۵۱ یا ۱۰ خرداد ۱۳۵۳) مجرم فراری ایرانی است. 
از ناجی شریفی زیندشتی تصاویری در کنار مقام‌های آذربایجان غربی وجود دارد. وی به دلیل تلاش برای فعالیت‌های تروریستی و استخدام افراد برای قتل در خاک آمریکا ، از افراد تحت تعقیب ادارهٔ تحقیقات فدرال (اف‌بی‌آی) است.

## زندان و فرار از ایران
زیندشتی در اوایل دهه ۱۳۷۰ (خورشیدی) به جرم قاچاق مواد مخدر در ایران بازداشت و به اعدام محکوم شدد. اما از  زندان اوین فرار کرد و به ترکیه گریخت. او در هنگام فرار از زندان یک مامور را نیز کشت. شایعاتی وجود دارد که فرار وی توسط سازمان‌های اطلاعاتی ایران برنامه‌ریزی شده بود.

## در ترکیه
وی در سال ۲۰۱۰ به اتهام قاچاق هروئین در ترکیه بازداشت و زندانی شد. دختر زیندشتی در سال ۲۰۱۴ در پی یک تیراندازی کشته شد. احتمال می‌رود این حادثه از طرف باند قاچاق رقیب زیندشتی سازماندهی شده بود.
زیندشتی در سال ۲۰۱۸ نیز به اتهام قتل در ترکیه بازداشت شد. اما شش ماه بعد دولت ترکیه در اقدامی جنجالی، وی را آزاد کرد. بر پایه گزارش واشینگتن پست بوهران کوزو، معاون رئیس‌جمهوری ترکیه در آن هنگام، در آزادسازی وی نقش داشت.

## مسعود مولوی
در سال ۱۳۹۸ در هنگام قتل مسعود مولوی، باغبان و راننده زیندشتی در آن محل حضور داشتند. به دنبال این قتل، زیندشتی برای ۶ ماه در ترکیه بازداشت شد، اما به ایران گریخت. این موضوع این گمان را تقویت کرد که شاید همکاری وی با نهادهای اطلاعاتی ایران باعث آزادی او شده است.
روزنامه صباح چاپ ترکیه در۲۳ بهمن ۱۳۹۹ گزارش داد که قاتل مسعود مولوی، شخصی به اسم عبدالوهاب کوچاک بود که از اعضای شبکه قاچاق مواد مخدر تحت رهبری ناجی شریفی زیندشتی بوده است. کوچاک پیش از قتل مسعود مولوی وردنجانی، با علی اسفنجانی (دوست و همراه مسعود مولوی) نیز دیدار کرده بود.

## حبیب اسیود
ناجی شریفی زیندشتی از عوامل ربودن حبیب اسیود در ۹ اکتبر ۲۰۲۰ در فرودگاه استانبول بود. بختیار فرات، از اقوام زیندشتی در آبان ۱۳۹۹ هنگامی که قصد سفر به ایران را داشت بازداشت شد. او به مقامات ترکیه گفت زیندشتی پیش از ربوده شدن حبیب اسیود چندین دیدار با مقامات جمهوری اسلامی داشته‌است.

## خیزش ۱۴۰۱ ایران
پس از خیزش ۱۴۰۱ ایران اسناد دادگاه‌های ترکیه، بریتانیا و آمریکا نشان داده‌اند که جمهوری اسلامی از طریق ناجی شریفی زیندشتی باندهای تبهکار در کشورهای دیگر را برای انجام ترورهای سیاسی به خدمت می‌گیرد.